# حشرة معدلة وراثيا
الحشرات المعدلة وراثيًا هي حشرات تم تعديلها وراثيًا، إما من خلال التطفير، أو عمليات أكثر دقة من التوصيل الجيني، أو عملية النشوء المقرون Cisgenesis. تشمل دوافع استخدام الحشرات المعدلة وراثيًا أغراض البحث البيولوجي وإدارة الآفات الوراثية. تستفيد إدارة الآفات الوراثية من التطورات الحديثة في التكنولوجيا الحيوية والمخزون المتزايد من الجينومات المتسلسلة من أجل السيطرة على أعداد الآفات، بما في ذلك الحشرات. يمكن العثور على جينومات الحشرات في قواعد البيانات الجينية مثل NCBI، وقواعد البيانات الأكثر تحديدًا للحشرات مثل FlyBase، VectorBase، و BeetleBase. هناك مبادرة جارية بدأت في عام 2011 لتسلسل جينومات 5000 حشرة ومفصليات أخرى تسمى i5k. تم تعديل بعض حرشفيات الأجنحة (مثل فراشات الملك ودودة القز) وراثيًا في الطبيعة بواسطة فيروس براكو الدبابير.

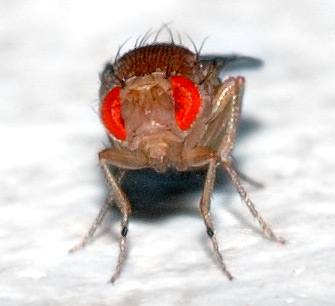
ذبابة الفاكهة دروسوفيلا ميلانوجاستر، والتي تستخدم غالبًا في دراسات التعديل الوراثي.

تم تطوير تقنية الحشرة العقيمة (SIT)، والتي تُعد أحد أنواع المكافحة الوراثية للآفات، بشكل مفاهيمي في ثلاثينيات وأربعينيات القرن العشرين واستخدمت لأول مرة في البيئة في الخمسينيات. هذه التقنية هي استراتيجية تحكم حيث يتم تعقيم الحشرات الذكور، عادةً عن طريق الإشعاع، ثم إطلاقها للتزاوج مع الإناث البرية. إذا تم إطلاق عدد كافٍ من الذكور، فإن الإناث تتزاوج مع ذكور عقيمة في الغالب وتضع بيضًا غير قابل للحياة. يتسبب هذا في انهيار أعداد الحشرات (تقل وفرة الحشرات بشكل كبير)، وفي بعض الحالات يمكن أن يؤدي إلى الإبادة المحلية. الإشعاع هو شكل من أشكال الطفرات التي تسبب طفرات عشوائية في الحمض النووي.
إن إطلاق الحشرات الحاملة للجينات المميتة السائدة (RIDL) هي استراتيجية تحكم تستخدم الحشرات المعدلة وراثيًا والتي تحمل جينًا مميتاً في جينومها.تتسبب الجينات المميتة في موت الكائن الحي، ولا تقتل جينات RIDL إلا الحشرات الصغيرة، وعادة ما تكون يرقات أو عذارى. وعلى غرار الطريقة التي يكون بها وراثة العيون البنية سائدة على العيون الزرقاء، فإن هذا الجين المميت سائد بحيث يرث جميع نسل حشرة RIDL أيضًا الجين القاتل. يتم تطوير هذه التقنية لبعض الحشرات وتم اختبارها على حشرات أخرى في الميدان. وقد تم استخدامها في جزر جراند كايمان وبنما والبرازيل للسيطرة على البعوض الناقل لحمى الضنك، الزاعجة المصرية. ويتم تطويرها لاستخدامها في العثة ماسية الظهر (Plutella xylostella)، وذبابة البحر الأبيض المتوسط وذبابة الزيتون. 
أطلقت شركة أوكسيتيك (Oxitec) منتجاتها المعدلة وراثيا (منها البعوض) في بلدان مختلفة، بما في ذلك البرازيل، وجزر جراند كايمان، وماليزيا، وبنما، والولايات المتحدة.

## المخاطر
تشكل تكنولوجيا الحشرات المعدلة وراثيا مخاطر على البيئة وسلامة الإنسان. وقد تشمل التأثيرات غير المقصودة إلحاق الضرر بأنواع أخرى، وتعطيل المجتمعات البيئية وعمليات النظم الإيكولوجية والزراعة العضوية، وظهور آفات جديدة أو أكثر قوة، وخاصة تلك التي لها آثار ضارة على صحة الإنسان. 